# シモン・シェブチック
シモン・シェブチク（ポーランド語: Szymon Szewczyk、1982年12月21日 - ）は、ポーランドのプロバスケットボール選手。ロシア男子プロバスケットボールリーグ1部スーパーリーグAのロコモティフ・ロストフ所属。西ポモージェ県シュチェチン出身。ポジションはパワーフォワード、センター。209cm、111kg。日本語でシーモン・シェブチェックと表記される事もある。